# Raguse (Italie)
Pour les articles homonymes, voir Raguse.
Raguse est une ville italienne, chef-lieu de la province du même nom dans le sud-est de la Sicile.
 La ville est divisée en deux parties : la ville haute Ragusa Nuova et une ville basse, plus ancienne, Ragusa Ibla. Saint Georges est le premier patron de la ville, lié à Ragusa Ibla, alors que Saint Jean le Baptiste a été élu patron de la ville haute.

## Géographie
Ragusa Ibla, village historique, est bâti sur un axe est-ouest, le long d'une crête entre deux gorges profondes. 

Ragusa Nuova est située à l'ouest d'Ibla. 
| Mois                              | jan. | fév. | mars | avril | mai  | juin | jui. | août | sep. | oct. | nov. | déc. | année |
| --------------------------------- | ---- | ---- | ---- | ----- | ---- | ---- | ---- | ---- | ---- | ---- | ---- | ---- | ----- |
| Température minimale moyenne (°C) | 7,3  | 7,5  | 9,6  | 10,1  | 12,4 | 15,7 | 18,8 | 20,1 | 19,5 | 15,5 | 11,2 | 7,6  | 12,9  |
| Température maximale moyenne (°C) | 13,7 | 16,8 | 18,5 | 20,2  | 23,3 | 28,7 | 30,3 | 31,1 | 28,8 | 24,3 | 16,6 | 14,4 | 22,2  |

## Histoire
Le site de Raguse est occupé depuis l'Antiquité. Cet habitat antique, puis médiéval, correspond à l'actuel quartier d'Ibla (nom de la ville ancienne). En 1693, un terrible séisme frappe la ville et la détruit en grande partie. Lors de la reconstruction après le séisme, deux clans s'affrontent : les bourgeois qui souhaitent rebâtir ailleurs, et les nobles, qui préfèrent rester sur place. La reconstruction se fera sur les bases médiévales à Ibla, et une nouvelle ville voit le jour au-dessus des vieux quartiers. Ragusa-Nuova (« Raguse-la-Neuve ») contraste donc par ses rues larges, rectilignes, et ses majestueux édifices baroques. Ibla garde son cachet médiéval, dominée par le dôme Saint-Georges (Duomo San Giorgio), avec ses ruelles tortueuses et ses nombreuses maisons et églises baroques.
Pendant longtemps, l'agglomération sera donc divisée en deux communes administrativement autonomes. C'est en 1926 qu'a eu lieu la réunification des deux parties en une seule commune.
Le 27 octobre 1953, la compagnie américaine Gulf Oil découvre un gisement de pétrole au large de Raguse.
Depuis 2002, l'ensemble de la ville ancienne est classée au patrimoine mondial de l'UNESCO aux côtés de 7 autres villes emblématiques du baroque tardif de la vallée de Noto.

## Culture

### Ragusa Nuova
- Le quartier de Ragusa-Nuova domine le quartier d'Ibla. Construit à l'issue du tremblement de terre de 1693, il offre une belle ordonnance baroque avec ses rues rectilignes. Du fait du classement au patrimoine mondial de l'humanité, des monuments comme la cathédrale Saint-Jean-Baptiste sont actuellement en restauration.

#### Monuments
- - Musée archéologique (Museo archeologico)
  - Cathédrale Saint-Jean Baptiste (Cattedrale di San Giovanni Battista)
  - Palais Bertini (Palazzo Bertini)
  - Palais Consentini (Palazzo Consentini)
  - Palais Nicastro (Palazzo Nicastro)
  - Église Sainte-Marie-de-l'Itrie (Santa Maria dell'Idria)

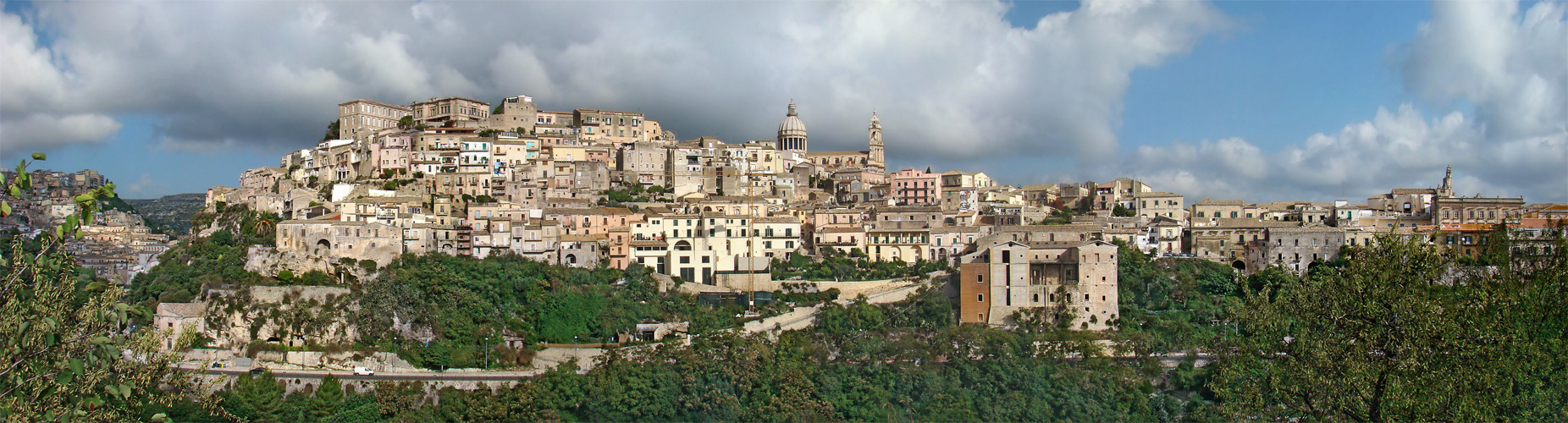
Ragusa Ibla.

  - Santa Maria Delle Scale

### Ragusa Ibla
- Palazzo La Rocca

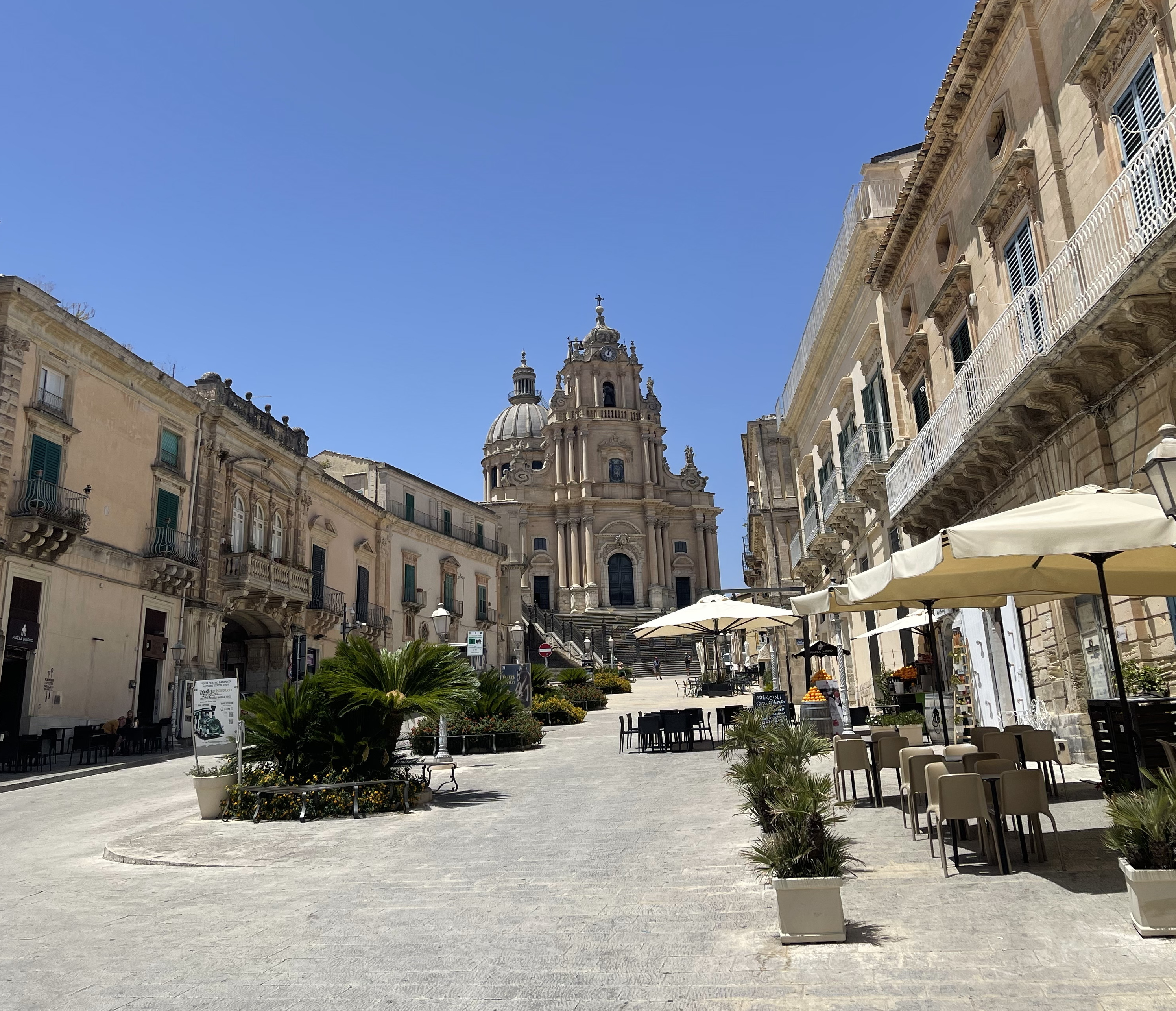
La Piazza Duomo et la cathédrale Saint-Georges.

- La Piazza Duomo et la cathédrale Saint-Georges.Duomo San Giorgio (Dôme Saint-Georges)
  - Construit en 1775 sur les dessins de Rosario Gagliardi, il se vit adjoindre un dôme au XIXe siècle, aujourd'hui en restauration.
- Cattedrale di San Giovanni Battista (cathédrale Saint-Jean-Baptiste), la cathédrale du diocèse de Raguse.
- San Giuseppe (Saint-Joseph) :
  - Église baroque (XVIIIe siècle, à l'emplacement d'un édifice du XVIe siècle) dessinée par Gagliardi, tout comme le Duomo San Giorgio toute proche.
- Palais Donnafugata (sur la Piazza Duomo) :

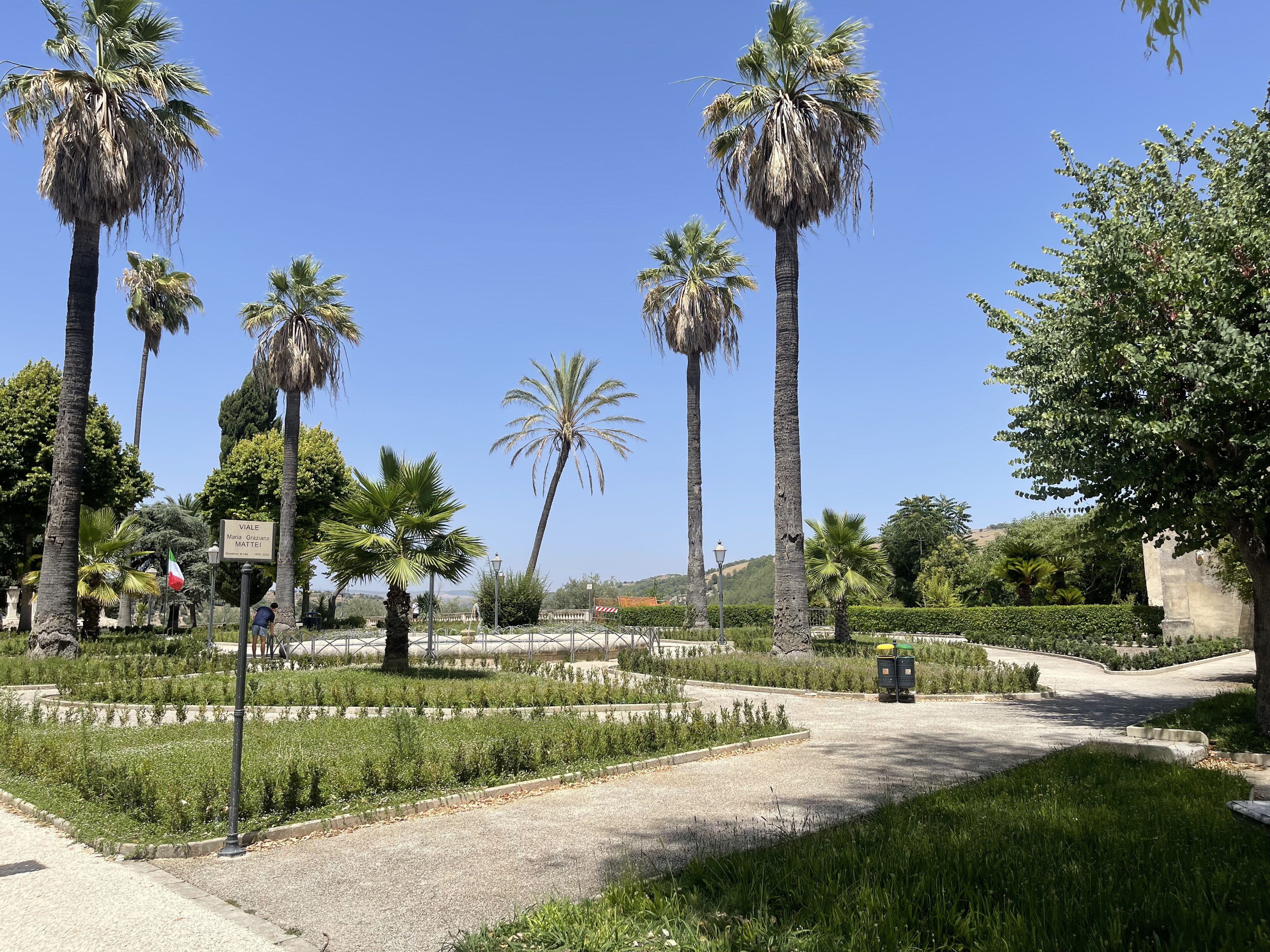
Le Jardin Hybléen.

  - Le Jardin Hybléen.Il s'agit de la résidence du baron de Donnafugata, Corrado Arezzo (sénateur du royaume d'Italie en 1865), au XIXe siècle. On remarquera le balcon en saillie sur la façade, clos par des volets en bois, et qui, dit-on, servait de point de vue sur la Piazza Duomo à la baronne. Le baron fit entre autres aménager le Château de Donnafugata, de style néo-gothique, à une quinzaine de kilomètres de là.
- Jardin Hybléen (Giardino Ibleo) :
  - Ces jardins, à l'extrémité orientale de la ville, dominent la vallée. On appréciera, pendant les périodes de forte chaleur, leur terrasse et leurs allées ombragées par des palmiers et autres végétaux.
  - Trois églises de style baroque s'y dressent : la Chiesa di San Vincenzo Ferreri (du XVIIIe siècle, avec un ravissant clocher couvert de majoliques), la Chiesa di San Giacomo Apostolo (du XVIe siècle, façade datée de 1903, et à côté de laquelle se situent les fondations d'un temple antique), et le Convento dei Cappucini (couvent des capucins).
  - À proximité immédiate des jardins, subsiste un des derniers vestiges visibles de la ville médiévale. Il s'agit du portail de San Giorgio Vecchio, de style gothique, datant de la deuxième moitié du XVe siècle, et dernier témoin de cette église détruite par le tremblement de terre de 1693.

### Aux alentours
- Château de Donnafugata

## Administration
| Période                                  | Période      | Identité            | Étiquette | Qualité |
| ---------------------------------------- | ------------ | ------------------- | --------- | ------- |
| 27 juin 2006                             | 24 juin 2013 | Emanuele Dipasquale | PDL       |         |
| 27 juin 2006                             | En cours     | Federico Piccitto   | M5S       |         |
| Les données manquantes sont à compléter. |              |                     |           |         |

### Hameaux
| - Ariazza - Bocampello - Calafato - Carnesala Gargallo - Castellana - Castiglione - Cava Giumente - Cilone - Cisternazzi - Conservatore - Costa - Cutalia | - Donnafugata - Fargione - Gaddimeli II - Galerme - Gallina - Gelso - Genisi - Gisolfo - Granatello - Imperatore - Magnì - Maltempo | - Marchesa Monte Margi - Menta - Mistretta - Monsovile - Montesano - Nunziata - Palazzello - Palazzola - Pendente - Piombo - Ponte di Modica - Pozzi | - Pozzallo - Punta Braccetto - Puntarazzi - Salinella - Salomone - Santa Barbara - Sant'Antonino - Serra Garofalo - Soprano - Torre del Mastro - Trebastoni - Tresauro |

### Communes limitrophes
Chiaramonte Gulfi, Comiso, Giarratana, Modica, Monterosso Almo, Rosolini (SR), Santa Croce Camerina, Scicli, Vittoria

## Personnalités
- Santina di Gesù Scribano (1917-1968), née à Raguse, religieuse italienne, vénérable[6],[7] ;
- Vito Noto (1955-), designer industriel né à Raguse.